# Onitis insuetus
Onitis insuetus là một loài bọ cánh cứng trong họ Bọ hung (Scarabaeidae).